# Fritz Cremer
Fritz Cremer (1906 - 1993) foi um escultor alemão.